# Маузер C96
Маузер Ц96 је немачки полуатоматски пиштољ, конструисан 1896. у фабрици Паула Маузера, ушао у серијску производњу 1898. Пиштољ одликују дуга цев, тежина и могућност коришћења магацина. У тренутку настанка, пиштољ Ц96 је био револуционарно оружје већег капацитета и домета од свих дотадашњих пиштоља и револвера.
Пиштољ Маузер Ц96 је коришћен у многим атентатима,а од којих је најпознатији атентат на краља Александра.

## Историја
Верује се да су овај пиштољ 1895. направили радници фабрике Маузер, браћа Фидел, Фридрих и Јозеф Федерле. Фидел Федерле је радио на одељењу за тестирање оружја и нови пиштољ је добио ознаку „P-7.63”, а након тога пиштољ је патентиран на име Паула Маузера. Пиштољ је патентиран у Немачкој 1895, а у Великој Британији 1896.
Током 1896. су произведени први примерци,а већ током 1897. почиње серијска производња пиштоља која ће трајати све до 1939. У том периоду је само у фабрици Маузер произведено око милион примерака.
Један од разлога зашто је овај пиштољ стекао популарност је његова висока ефикасност, поготову за то време. Наиме за пиштољ Ц96 се може рећи да је савршено оружје за самоодбрану али и напад.
Због компликоване производње, цена пиштоља Маузер Ц96 је била релативно висока. Пре Првог светског рата један пиштољ Ц96 је коштао око 120 српских динара док је просечна зарада у Србији била 25 динара месечно.
Занимљиво је да је компанија Маузер током двадесетих и тридесетих година двадесетог века своје иновације на овом пиштољу патентирала управо у Краљевини Југославији која је у то време била најпоузданији партнер великих европских гиганата у области војне индустрије.

## Употреба
Маузер Ц96 је често био статусно оружје које су официри сами куповали од своје плате па се користио у скоро свим сукобима све до краја Вијетнамског рата. Међутим поједине земље су наручивале одређени број ових пиштоља за своју војску, углавном морнарицу или коњицу,а Краљевина Србија је почетком 20. века купила око 1.000 комада који су углавном били подељени четницима који су се у то време у старој Србији борили против турских окупатора као и против албанских и бугарских банди.
Током другог бурског рата Винстон Черчил је тада носио пиштољ Маузер Ц96 и то користећи забрањену муницију због које је било прописано стрељање свих који је поседују. Једном приликом када су га Бури заробили, Черчил је знао шта би му се могло десити па је некако успео да извади оквир из џепа и да га баци у траву док нико не примети.Такође Лоренс од Арабије је носио пиштољ Ц96 током своје кампање на Арабијском полуострву.
У Марсељском атентату, терориста Владо Черноземски је користио два пиштоља Ц96   и то специјалну верзију која је могла да пуца аутоматски  . Када је атентатор припуцао, сви остали су имали утисак да је то аутомат па се присутни народ успаничио све док француски жандарм није сабљом убио терористу.

## Земље корисници
- Османско царство
- Краљевина Италија
- Краљевина Србија
- Персија
- Немачко царство
- Аустроугарска
- Руска Империја
- Француска
- Нацистичка Немачка
- Република Кина
- Финска
- Совјетски Савез